# Голуби-лептотилы
Голуби-лептотилы (лат. Leptotila) — род птиц из семейства голубиных. Область распространения 11 видов охватывает территорию от Северной Мексики до Боливии и Уругвая. 
Длина тела составляет от 25 до 31 см. Характерным признаком являются длинные неоперённые ноги. Ведут наземный образ жизни. Окраска оперения серого или бурого цвета. Хвост по отношению к телу короткий, насчитывает 10 перьев. Питание состоит в основном из ягод и семян. В кладке обычно 2 яйца кремового или белого цвета. Характерным признаком для этого рода являются быстрые движения головы и хвоста. Большинство видов обычны, только вид гренадская лептотила находится на грани исчезновения. Численность популяции насчитывает от 70 до 120 особей.

## Виды
Следующие виды причислены к этому роду:
- Leptotila battyi
- Leptotila cassini — серогрудая лептотила
- Leptotila conoveri — коноверова лептотила
- Leptotila jamaicensis — ямайская лептотила
- Leptotila megalura — большая белолобая лептотила
- Leptotila ochraceiventris — желтобрюхая лептотила
- Leptotila pallida — бледная лептотила
- Leptotila plumbeiceps — свинцовоголовая лептотила
- Leptotila rufaxilla — серолобая лептотила
- Leptotila verreauxi — малая белолобая лептотила
- Leptotila wellsi — гренадская лептотила